# Rolf Österreich
Rolf Österreich (Rostock, Alemanha Oriental, 28 de novembro de 1952) é um ex-patinador artístico alemão, que competiu em provas de duplas representando a Alemanha Oriental. Ele conquistou uma medalha de prata olímpica em 1976 ao lado de Romy Kermer, e três medalhas em campeonatos mundiais, sendo duas de prata e uma de bronze. Após encerrarem a carreira de patinadores, Rolf Österreich e Romy Kermer se casaram, e atualmente são treinadores no clube SC Berlin.

## Principais resultados

### Com Romy Kermer
| Resultados                                            | Resultados      | Resultados        | Resultados       | Resultados       | Resultados    | Resultados    | Resultados    | Resultados    | Resultados    | Resultados    | Resultados    | Resultados    |
| Internacional                                         | Internacional   | Internacional     | Internacional    | Internacional    | Internacional | Internacional | Internacional | Internacional | Internacional | Internacional | Internacional | Internacional |
| Evento/Temporada                                      | 1972– 1973      | 1973– 1974        | 1974– 1975       | 1975– 1976       |               |               |               |               |               |               |               |               |
| ----------------------------------------------------- | --------------- | ----------------- | ---------------- | ---------------- | ------------- | ------------- | ------------- | ------------- | ------------- | ------------- | ------------- | ------------- |
| Jogos Olímpicos                                       |                 |                   |                  | Medalha de prata |               |               |               |               |               |               |               |               |
| Campeonato Mundial                                    | 5.º             | Medalha de bronze | Medalha de prata | Medalha de prata |               |               |               |               |               |               |               |               |
| Campeonato Europeu                                    | 5.º             | Medalha de prata  | Medalha de prata | Medalha de prata |               |               |               |               |               |               |               |               |
| Nacional                                              |                 |                   |                  |                  |               |               |               |               |               |               |               |               |
| Campeonato Alemão Oriental                            | Medalha de ouro | Medalha de prata  | Medalha de ouro  | Medalha de ouro  |               |               |               |               |               |               |               |               |
|                                                       |                 |                   |                  |                  |               |               |               |               |               |               |               |               |
| Legenda: Competição não foi disputada nesta temporada |                 |                   |                  |                  |               |               |               |               |               |               |               |               |

### Com Marlies Radunsky
| Resultados                 | Resultados        | Resultados        | Resultados    | Resultados    | Resultados    | Resultados    | Resultados    | Resultados    | Resultados    | Resultados    | Resultados    | Resultados    |
| Internacional              | Internacional     | Internacional     | Internacional | Internacional | Internacional | Internacional | Internacional | Internacional | Internacional | Internacional | Internacional | Internacional |
| Evento/Temporada           | 1970– 1971        | 1971– 1972        |               |               |               |               |               |               |               |               |               |               |
| -------------------------- | ----------------- | ----------------- | ------------- | ------------- | ------------- | ------------- | ------------- | ------------- | ------------- | ------------- | ------------- | ------------- |
| Campeonato Europeu         | 6.º               | 7.º               |               |               |               |               |               |               |               |               |               |               |
| Nacional                   |                   |                   |               |               |               |               |               |               |               |               |               |               |
| Campeonato Alemão Oriental | Medalha de bronze | Medalha de bronze |               |               |               |               |               |               |               |               |               |               |